# Чеська національна технічна бібліотека
Чеська національна технічна бібліотека (чеськ. Národní Technická Knihovna (NTK)) — наукова бібліотека, у фондах якої зберігається більше мільйона примірників технічної літератури, яка з 2009 року знаходиться на території кампусу Чеського технічного університету. В будівлі бібліотеки також знаходиться відділення Празької міської бібліотеки (на першому поверсі), Центральна бібліотека Чеського технічного університету (на шостому поверсі) та Чеський національний центр ISSN. Девізом закладу є «Бібліотека - це послуга» (чеськ. «Knihovna je služba»), а першочерговою метою діяльності є надання спеціалізованих інформаційних ресурсів та послуг студентам, викладачам і дослідникам в сферах інженерії та прикладних наук, а також надання знань загалу, зацікавленому в технічній інформації. Бібліотека є державною установою напряму підпорядкованою Міністерству освіти, молоді та спорту Чехії. Академічними партнерами бібліотеки є Чеський технічний університет, Вища школа хімічної технології, Чеський агротехнічний університет та Інститут органічної хімії та біохімії Академії наук Чеської Республіки.
Раніше бібліотека розташовувалась в комплексі історичних будівель Клементінум, що в Старому Місті, звідки всі книги та матеріали були перевезені до нової будівлі після закінчення її будівництва в 2009 році. Нову будівлю в сучасному стилі спроєктували архітектори Роман Брихта, Адам Халіж, Анджей Гофмайстер та Петр Лешек з компанії «Projektil Architekti» після перемоги в архітектурному конкурсі в 2000 році.
Перший поверх будівлі відкритий для всіх охочих, прохід до решти поверхів відбувається через турнікети. Зареєстровані читачі мають перепустки, інші особи можуть взяти талон на одноденне відвідування. Річна плата за реєстрацію в бібліотеці складає 100 крон із знижкою в 50% для студентів та пенсіонерів.

## Бібліотечний фонд
Станом на 2017 рік бібліотека налічувала приблизно 1 160 000 примірників і за цим показником вона має найбільший в Чехії фонд чеської та іншомовної літератури на технічну тематику, а також про прикладні природничі та соціальні науки пов'язані із технікою. В бібліотеці наявні три підземні книгосховища з максимальною місткістю 1.3 мільйона примірників, а простір у надземних поверхах для вільного вибору книг читачами може містити до 660 тисяч примірників, з яких наразі використовується 600 тисяч місць, з них приблизно 10 000 журналів та 27 000 рідкісних книжок і спеціальних видань, найстарші з який датуються початком 16-го сторіччя. Крім цього наявні понад 60 000 книжок в електронному вигляді. В книжках є RFID-чипи що уможливлюють самостійне взяття та повернення книжок читачами. Книжки, які виставлені для вільного вибору читачами тематично упорядковані відповідно до системи класифікації Бібліотеки Конгресу LCCS.

## Історія
Історія Чеської національної технічної бібліотеки, що є однією з найстаріших в Чехії, почалась в 1718 році як приватна бібліотека першого професора інженерії Училища цивільних будівельних інженерів Крістіана Вілленберга. Протягом наступних двох століть бібліотека зростала, будучи частиною Училища цивільних будівельних інженерів і його наступників, а згодом і сучасного Чеського технічного університету, на різних локаціях між 1786 роком та Другою світовою війною. Бібліотека переїхала до Клементінуму як Бібліотека технічних університетів в 1935 році. Розділення освіти на німецькомовну та чеськомовну в 1869 році за правління Австро-Угорщини не вплинуло на бібліотеку, вона і надалі обслуговувала всіх студентів і фінансувалась незалежно.
В 1960 році бібліотека була перейменована на Державну технічну бібліотеку. Із часом, бібліотеці стало тісно в приміщеннях доступних в Клементиніумі. В 1974—1981 бібліотека навіть винаймала ще два окремих приміщення для зберігання, в Пісніце та Дольних Брежанах, кожне на 200 000 примірників. Наприкінці 1990-их років Міністерство освіти Чехії ухвалило рішення про будівництво нової будівлі бібліотеки.
Через фінансові труднощі в державі, зокрема повінь в 2002 році, фінансування на будівництво було виділено лише в 2004 році, а саме спорудження нової будівлі почалось в 2006 році і було закінчене в січні 2009 року. Бібліотека була відкрита в новій будівлі 9 вересня 2009 (тобто 09.09.09). Дизайн будівлі був описаний керівником бібліотеки Мартіном Свободою як «високотехнологічна вітальня для студентів». Будівництво та облаштування бібліотеки коштувало 2.2 млрд. крон.

## Будівля

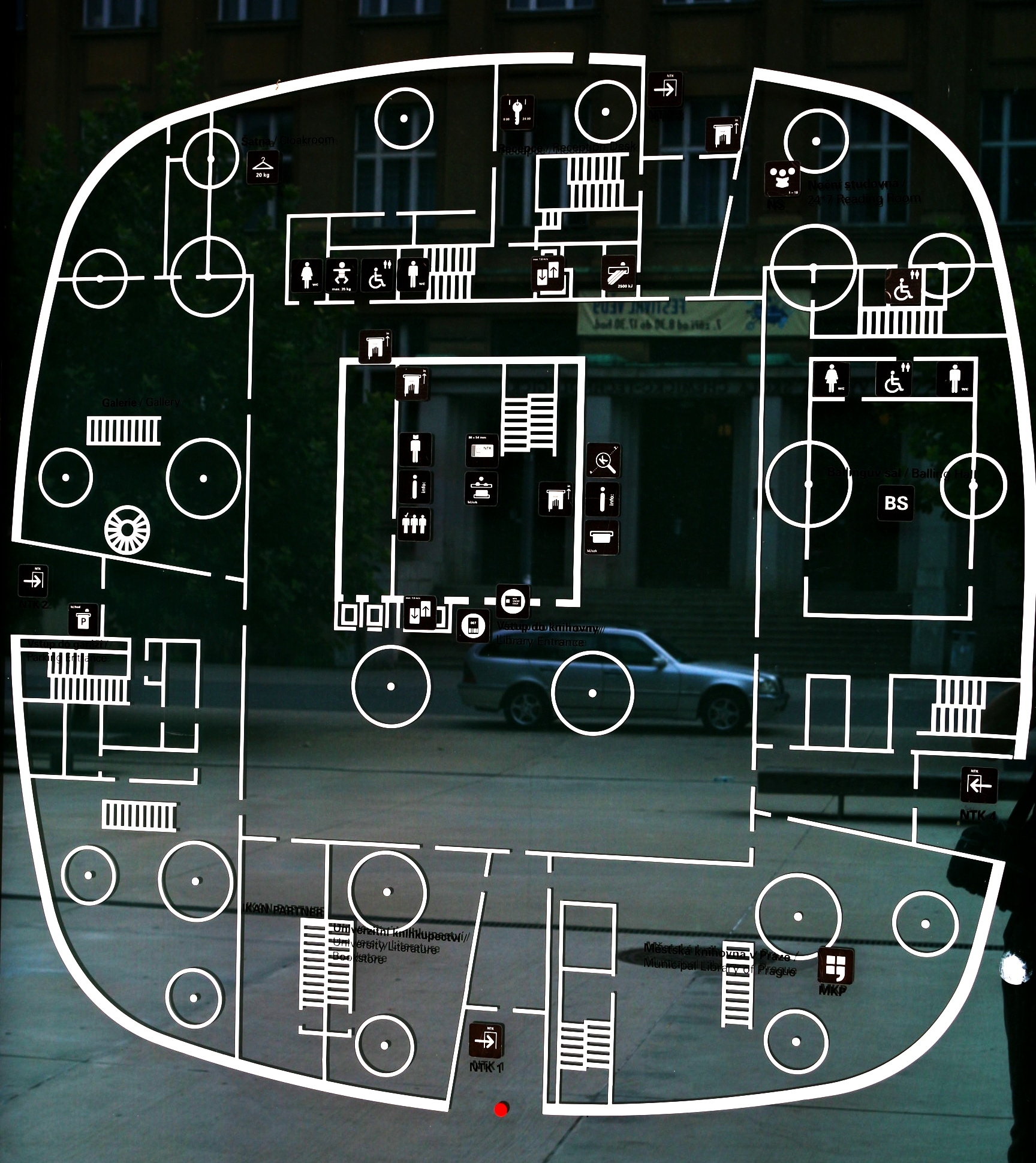
План першого поверху будівлі

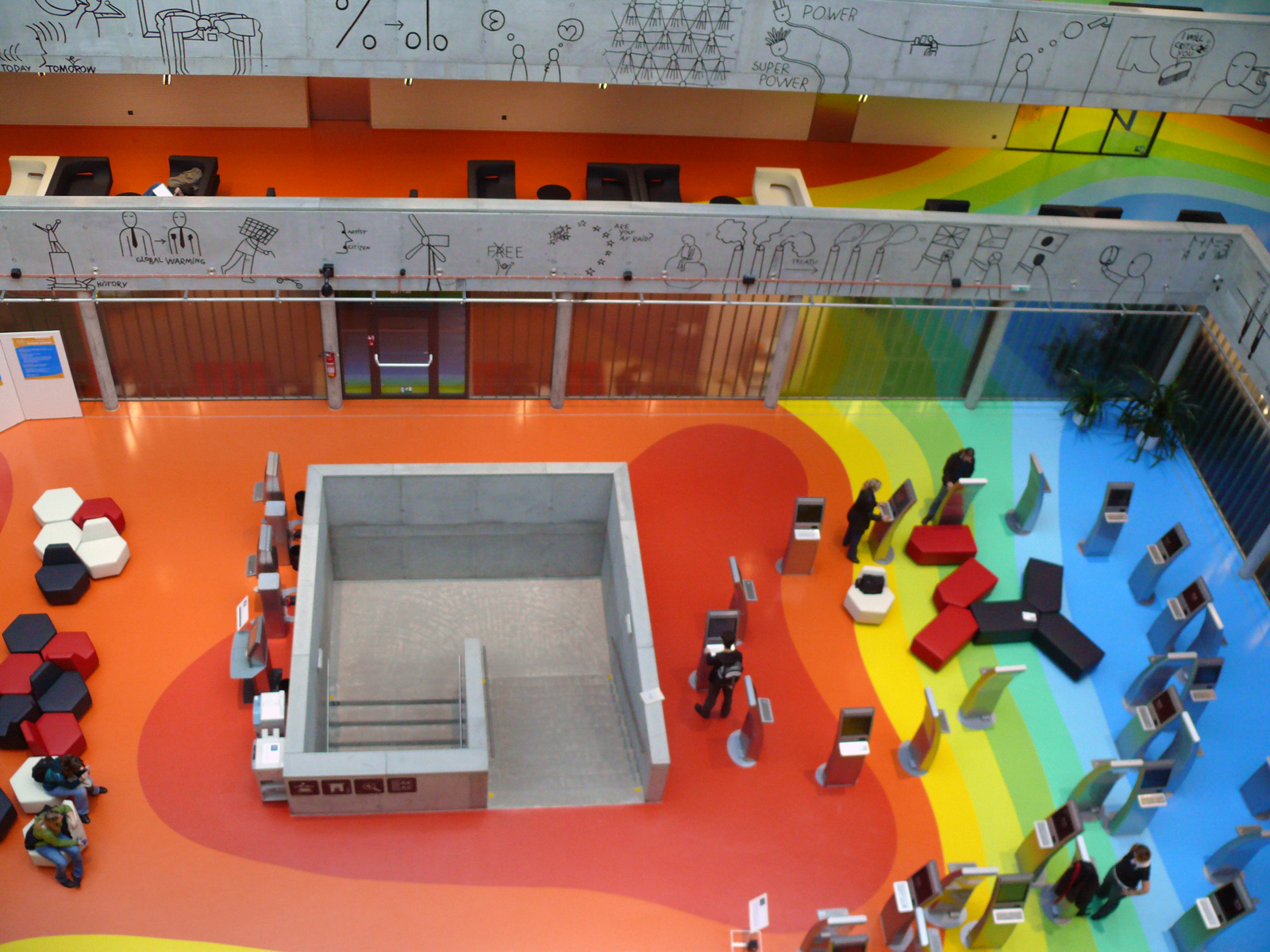
Підлога атріму

Будівля має форму випуклого квадрату, із основою приблизно 70 на 70 метрів і корисною площею 38 661 м2 і загальною площею 51 434 м2. Периметр будівлі складає 263 метри, а її висота 21 метр, що позначено прямо на її фасаді. Будівля складається з 6 поверхів, не враховуючи 3 підземних для книгосховищ та парковки на 300 автомобілів та 200 велосипедів. Будівлю спроєктовано із врахуванням сучасних європейських концепцій енергозбереження, і тому витрачає небагато енергії, а також вона є пристосованою для інвалідів. В інтер'єрі домінує великий атріум з прямокутним планом. Бетонні стіні прикрашені малюнками художника.
Серед приміщень будівлі є одна читацька зала, одна зала для пізнього читання, одна зала для тихого навчання, 4 класні кімнати, 20 великих і дві малі кімнати для групового навчання. Наявні 27 кабінок для індивідуального навчання, 661 комп'ютер, 1151 місце для навчання та 480 місць для відпочинку, включаючи 33 місця на вулиці.
Перший поверх складається з таких приміщень:
- Конференц-зала під назвою Зала Баллінґа (чеськ. Ballingův sál) на 232 місця, з яких 50 знаходяться на бічних балконах. В ній є два проєктори та кабінки для перекладачів. Залу названо на честь чеського науковця і педагога, ректора Чеського політехнічного інституту в 1865-1866 Карела Баллінґа, який здійсний вагомий внесок в розвиток бібліотеки.[9]
- Зала для пізнього читання, яка відкрита тоді, коли решта бібліотеки зачинена. Ця зала робить можливим використання бібліотеки в будь-який час доби.
- Канцелярська крамниця «Ikan partners», яка також пропонує послуги копі-центру, продажу деталей для планшетів і ноутбуків та їх ремонту тощо[10]
- Приміщення Празької міської бібліотеки
- Кафе «Prostoru»
- Книгарня
- Арт-галерея
- Гардероб

На першому поверсі є парадні входи з чотирьох сторін будівлі, а також вхід з літньої тераси кафе до приміщення кафе. Всі перелічені вище приміщення прилягають до фасаду будівлі, в центрі будівлі знаходиться невеличка зала із довідковим бюро та зі сходами на другий поверх, яку відділяє від інших приміщень фоє. Над цією залою знаходиться величезний атріум, який простягається від підлоги другого поверху аж до скляного даху будівлі. Поверхи з третього по шостий прилягають до фасаду, а всередині них знаходиться порожнеча - атріум. Подібним чином побудований інтер'єр Бібліотеки КПІ.
Підлога атріуму та підлоги всіх поверхів, починаючи з третього, розмальовані різними кольорами. Всередині підлоги атріуму знаходиться червона пляма, від якої концентрично розходяться більші плями інших кольорів веселки аж до синього. Кольори на підлозі позначають справжнє механічне навантаження на підлогу, де червоні області зазнають найбільшого навантаження, а сині найменшого. Такий дизайн є дуже наочним для студентів архітектурних та інженерних спеціальностей.

## Послуги
- Видача та повернення книг, в тому числі із самообслуговуванням[11]
- Замовлення книг з інших бібліотек Чехії, чи навіть із закордону
- Пристрої для копіювання та друку
- Довідкова служба
- Читацькі зали
- Зал досліджень архіву та історичного фонду
- Конференц-зала на 232 місця із сучасним аудіовізуальним обладнанням
- Кафе «Prostoru»
- Більше ніж 500 місць для відпочинку
- Wi-Fi доступний по всій будівлі[12]

## Галерея

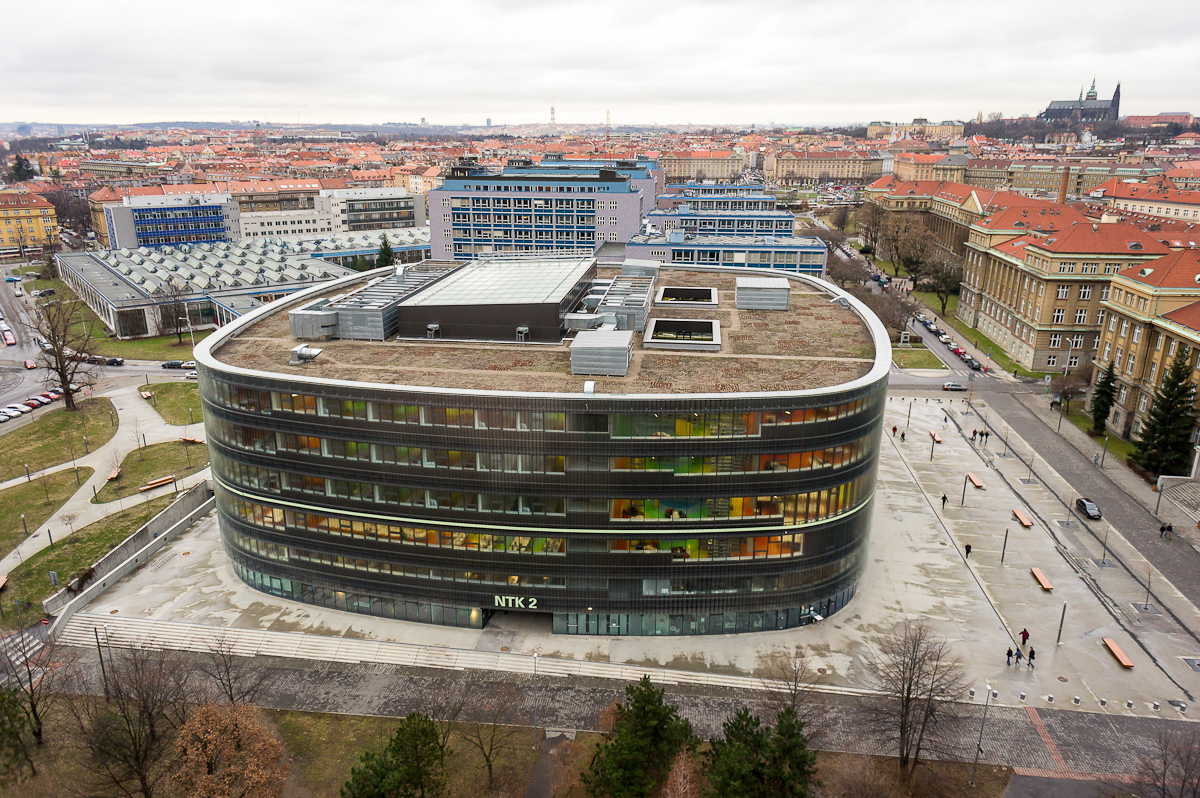
Будівля бібліотеки з висоти.
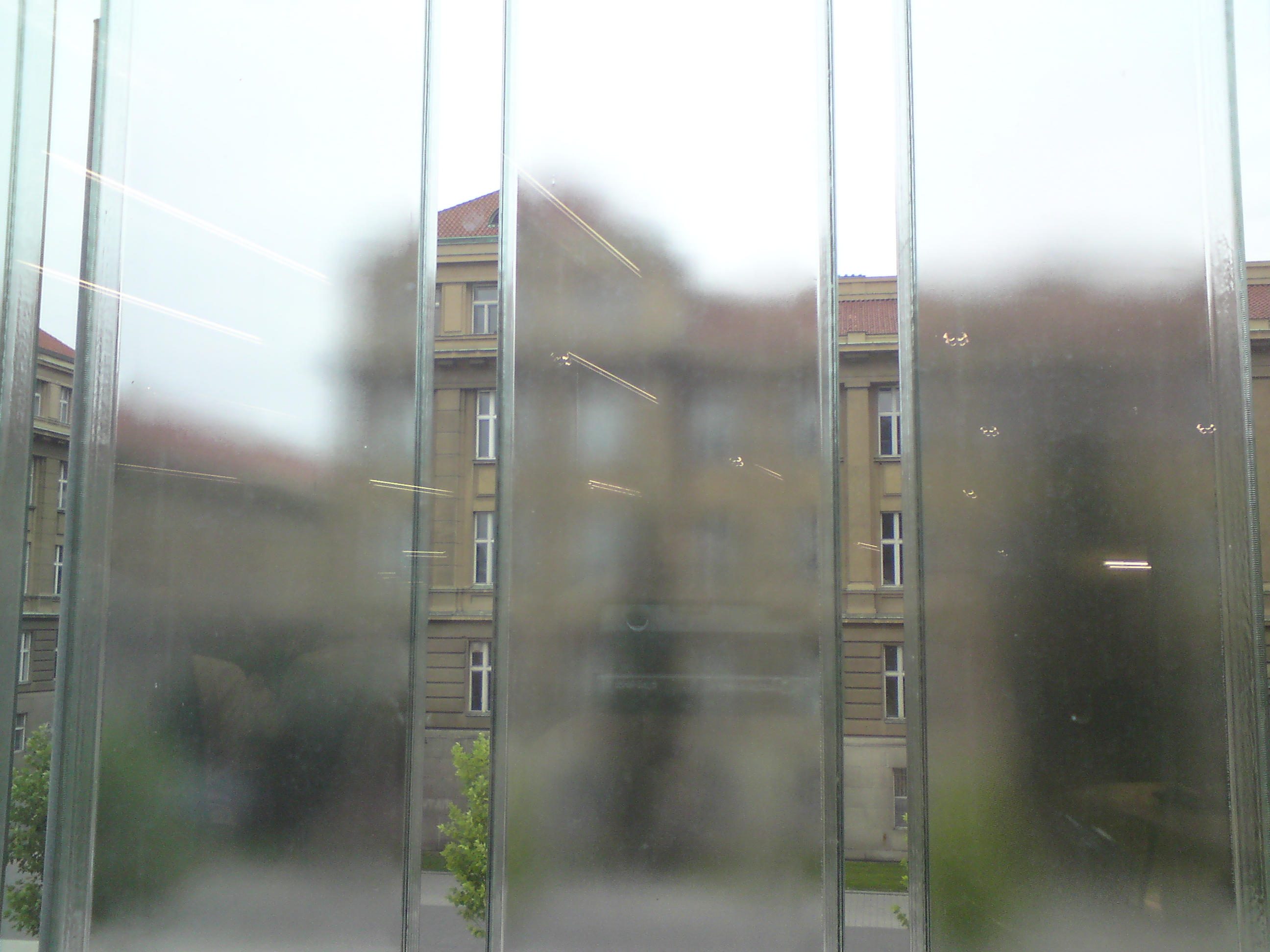
Скляне облицювання як воно виглядає з середини будівлі.
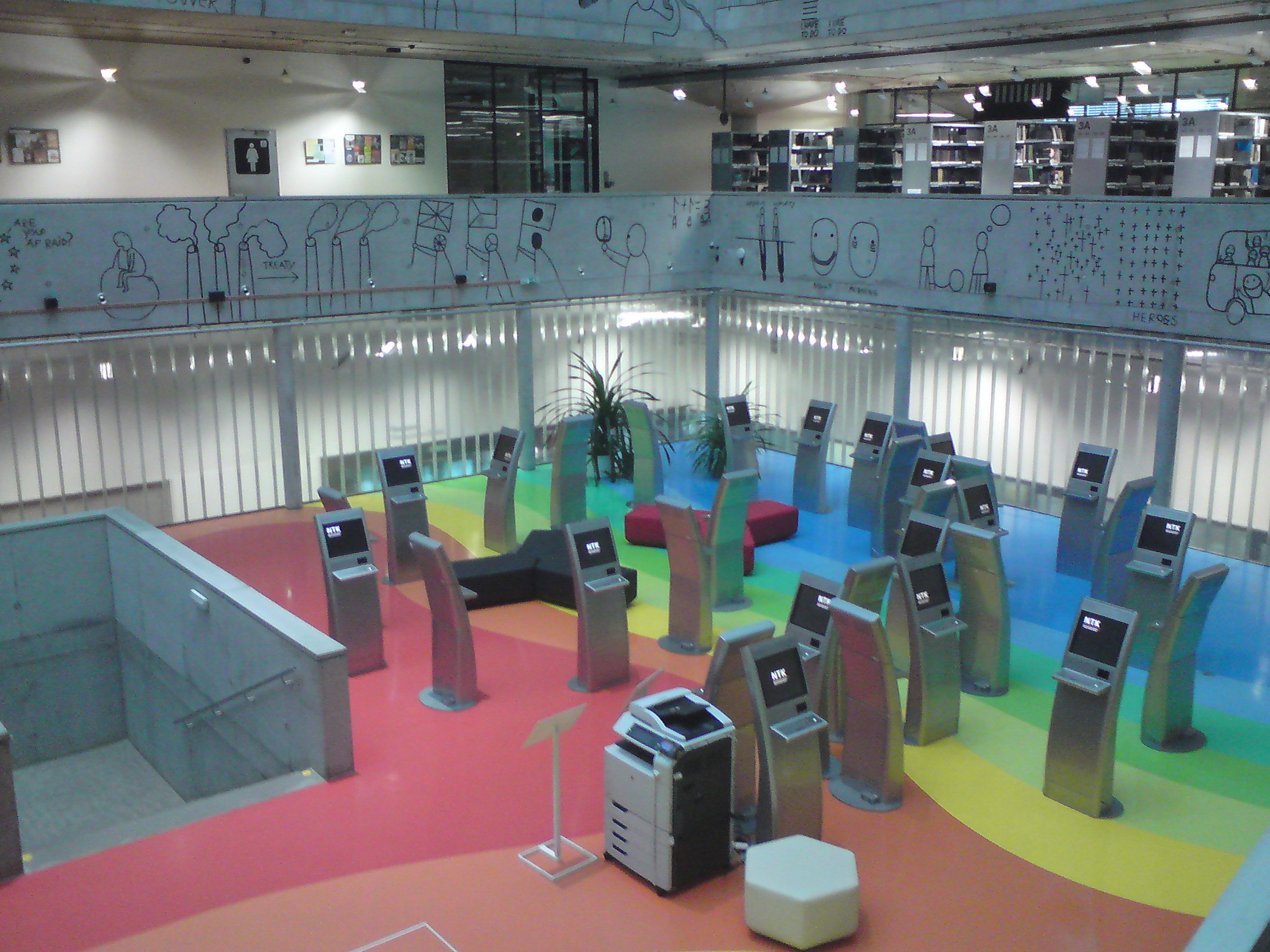
Інформаційні термінали.
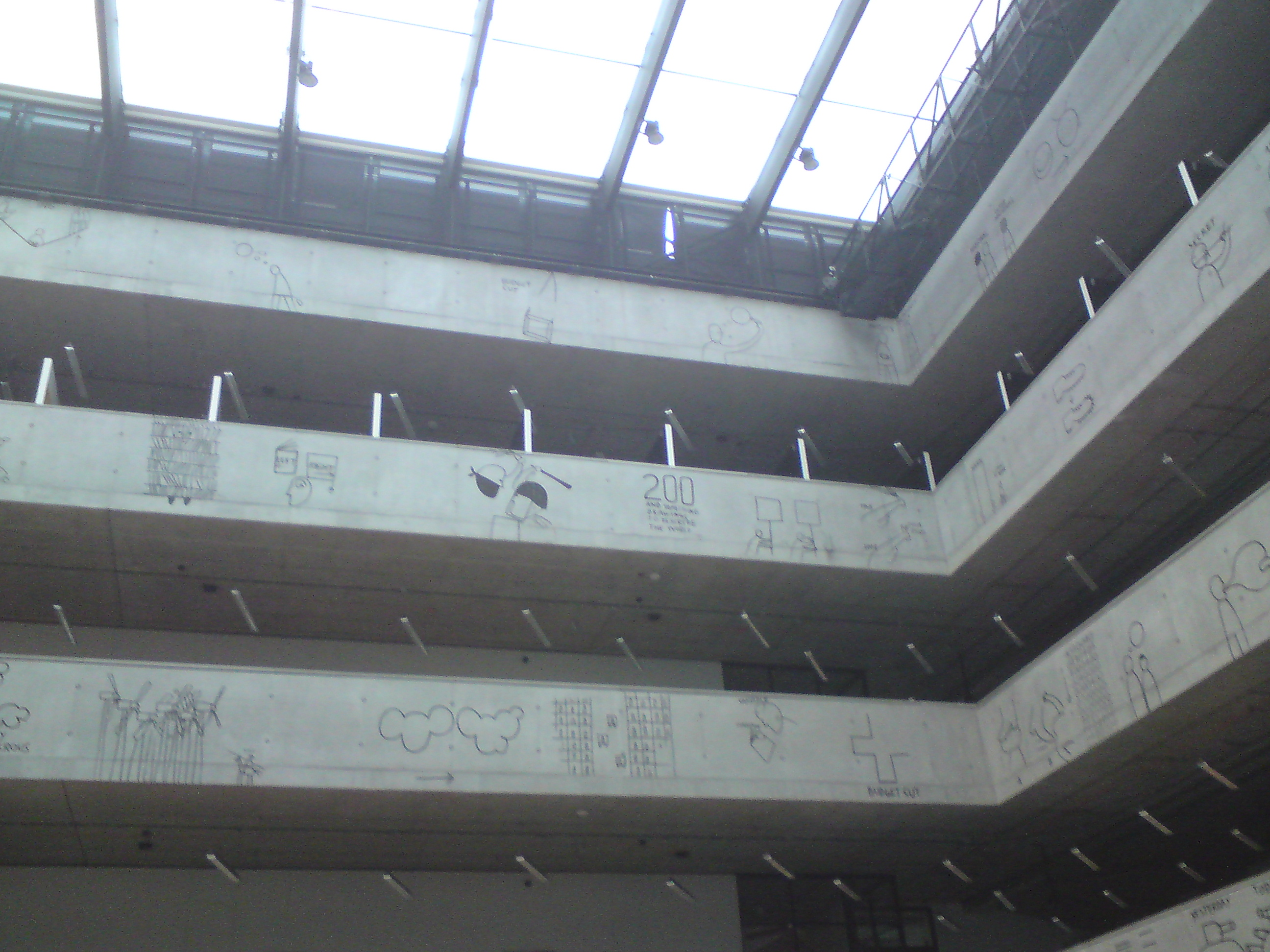
Центральна зала.
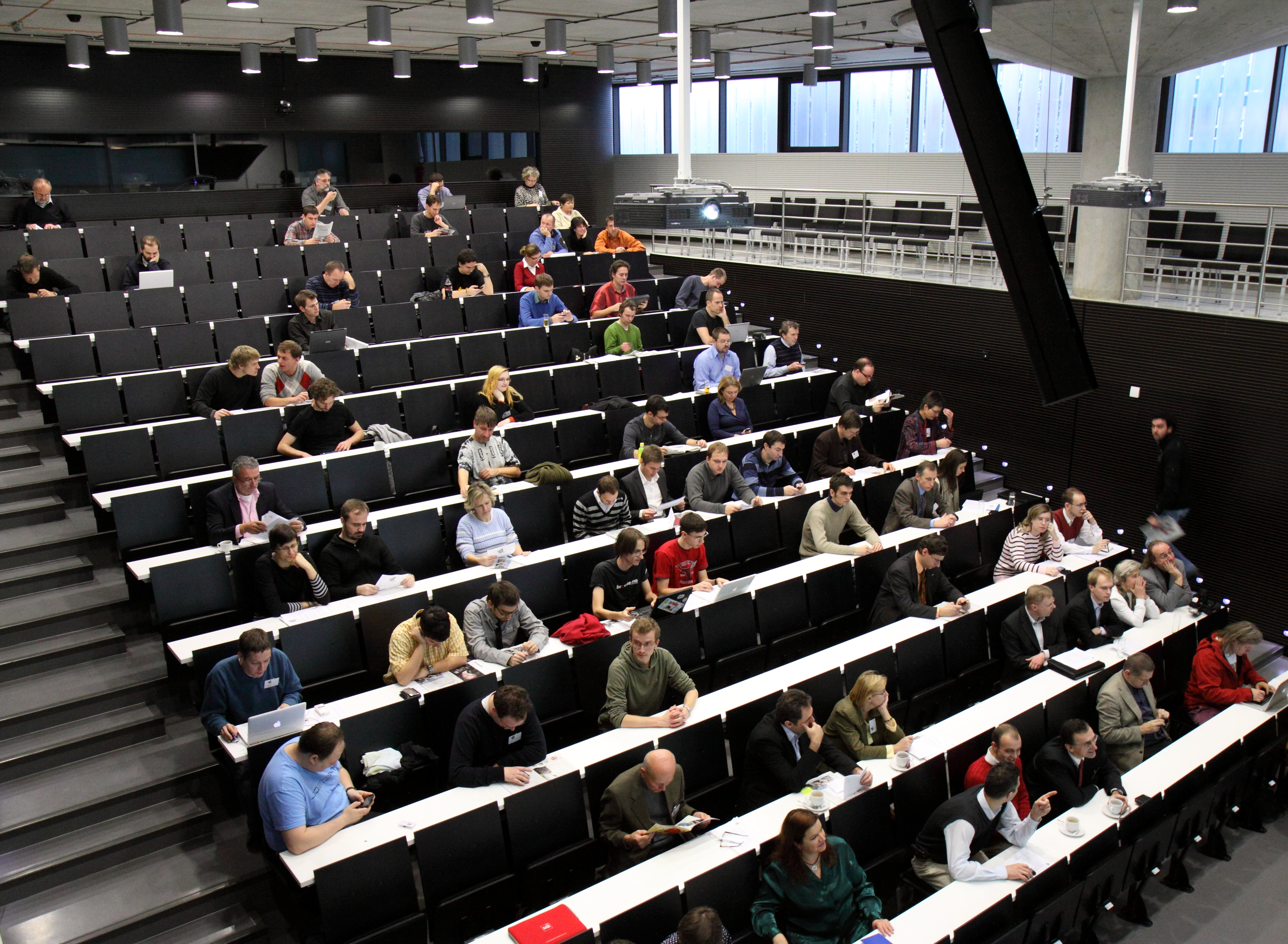
Зала Баллінґа
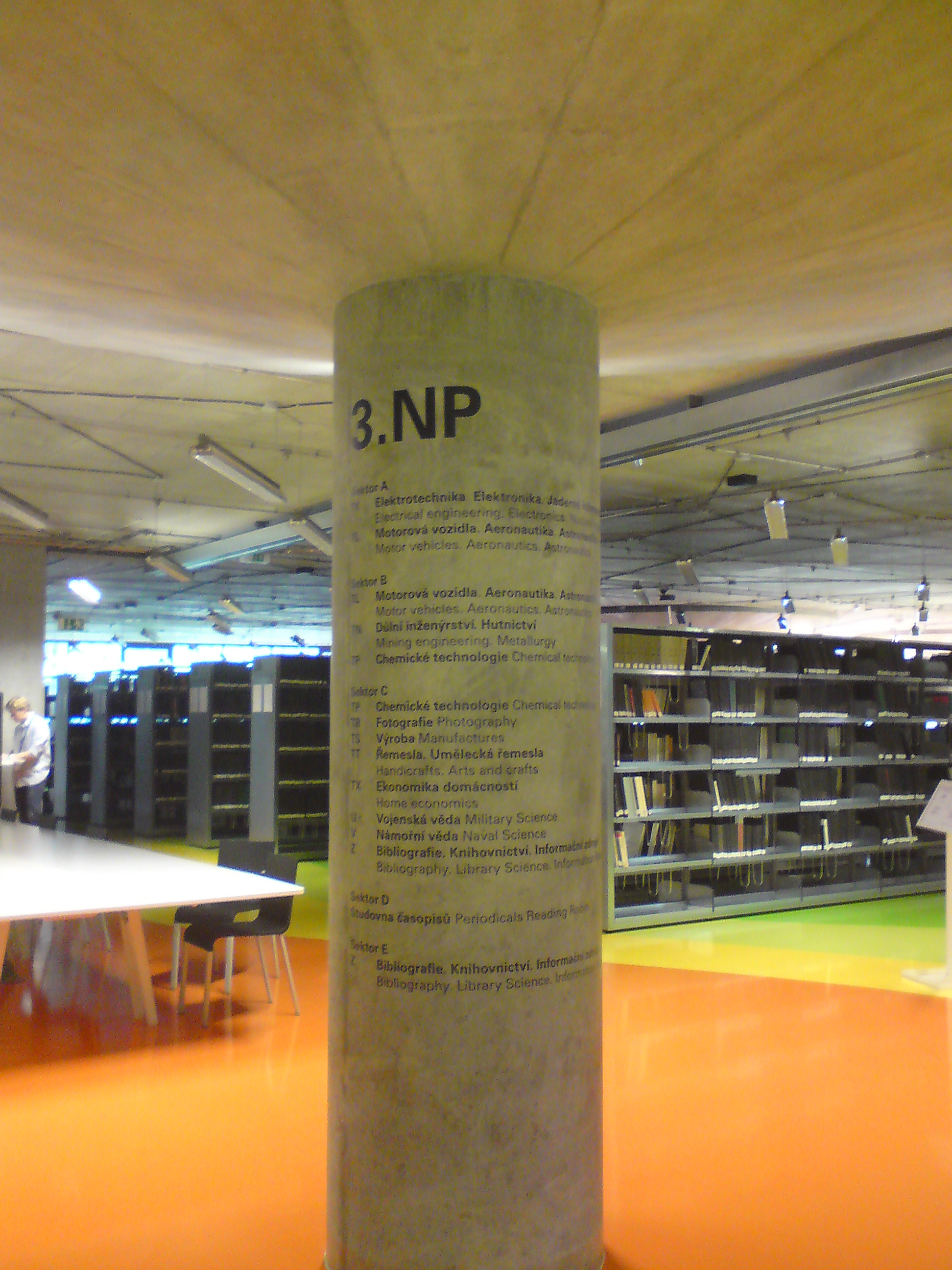
Бетонна колона.
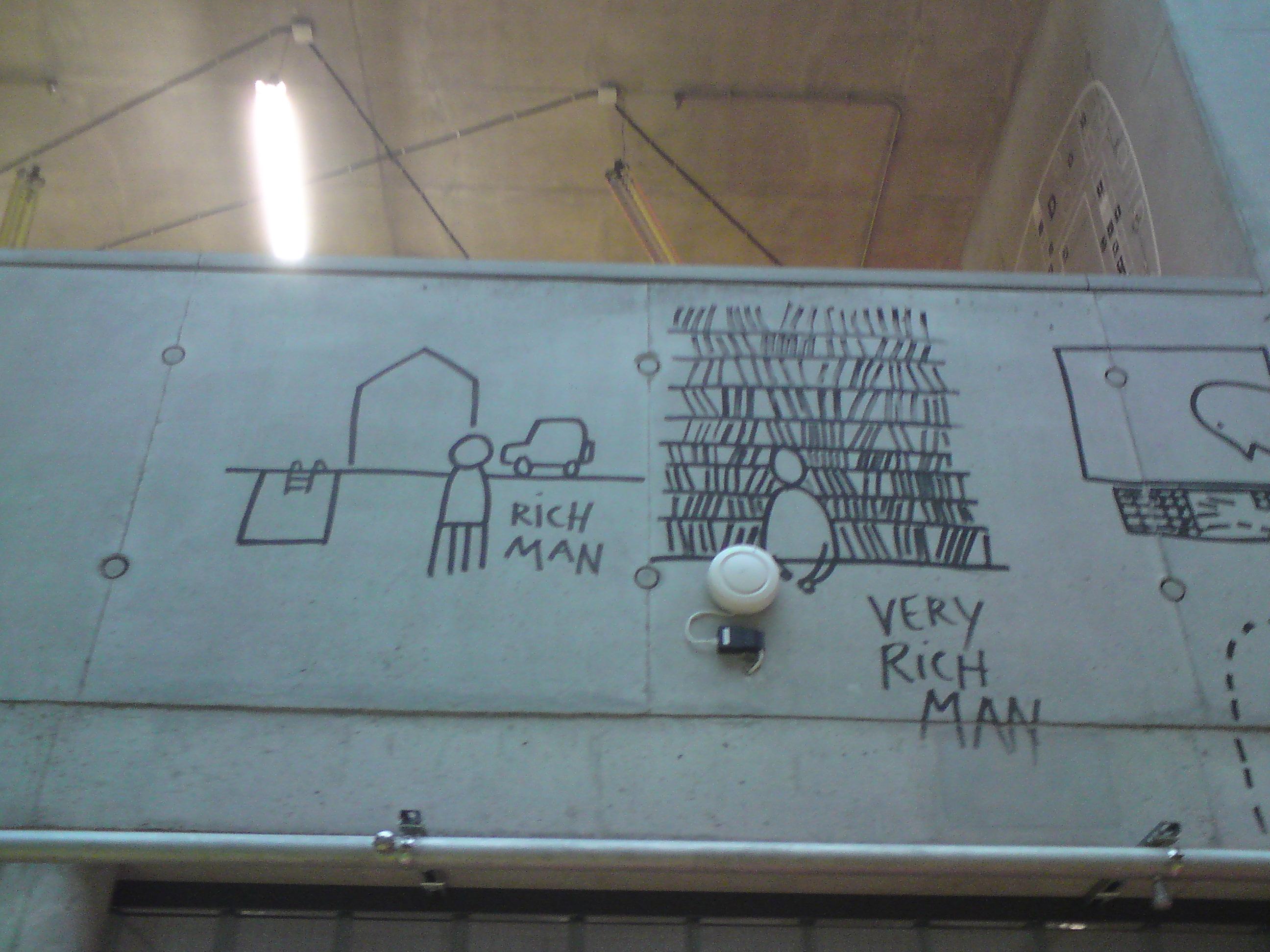
Малюнки, що є частиною дизайну.
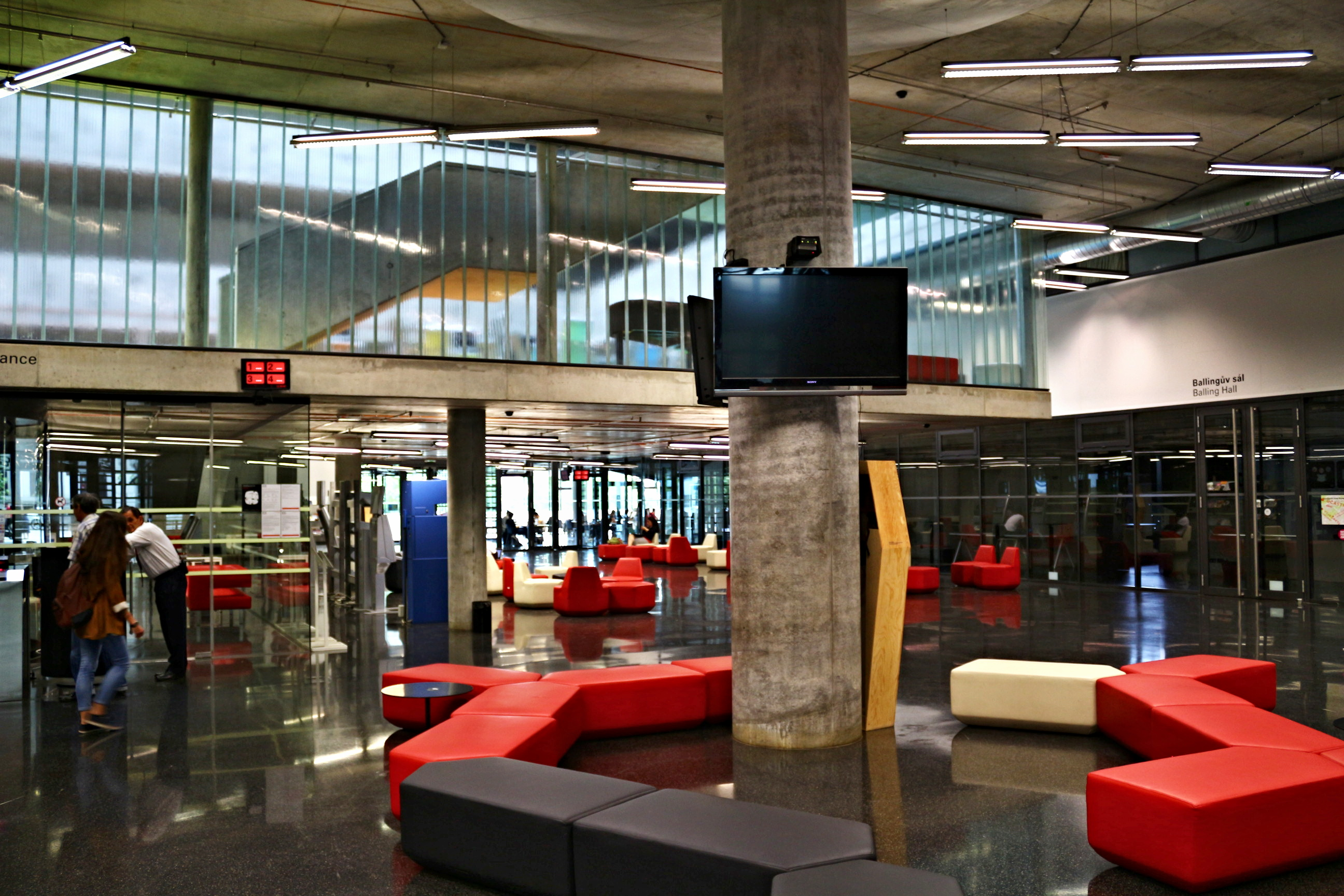
Інтер'єр першого поверху.
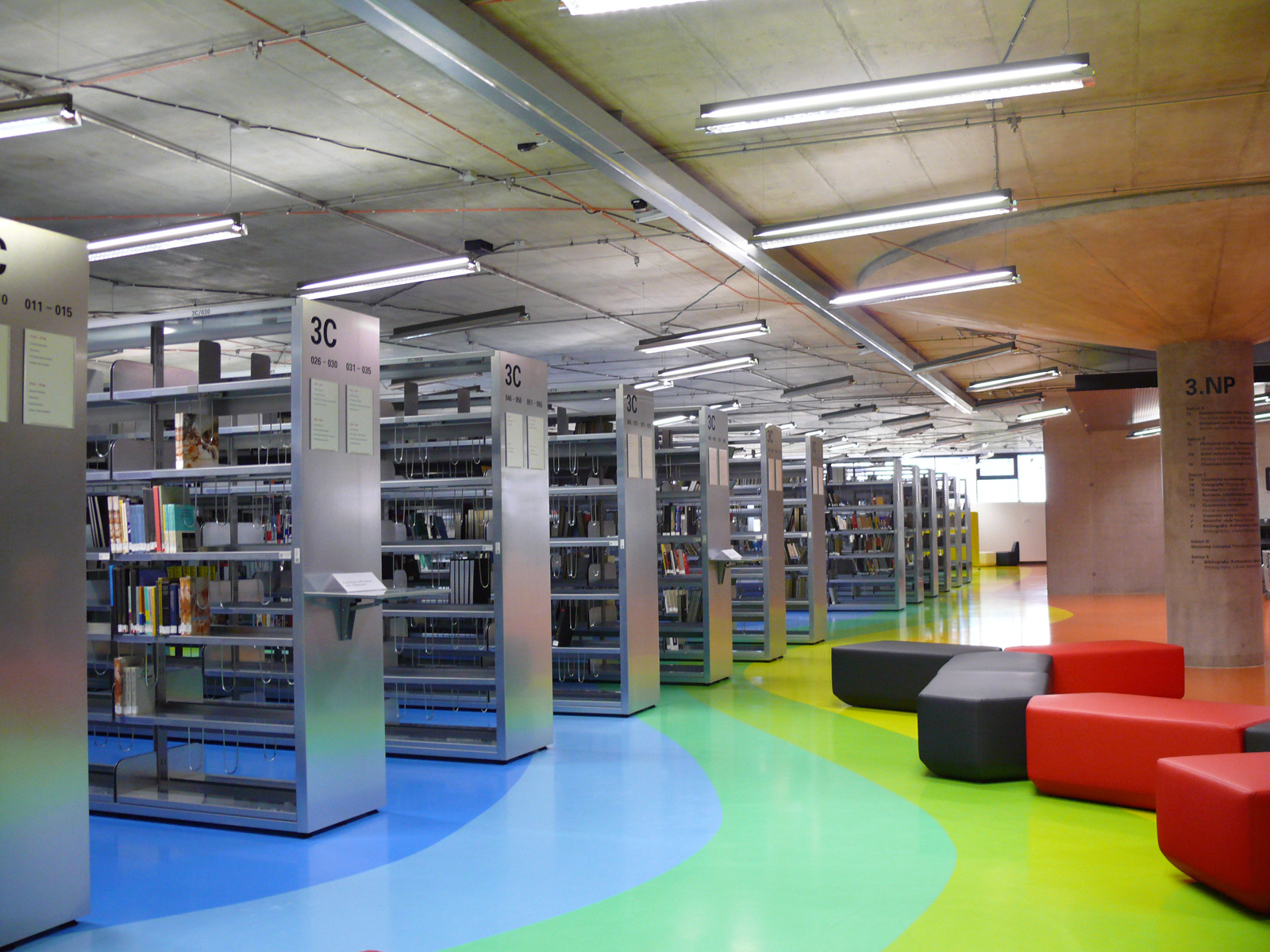
Інтер'єр бібліотеки.
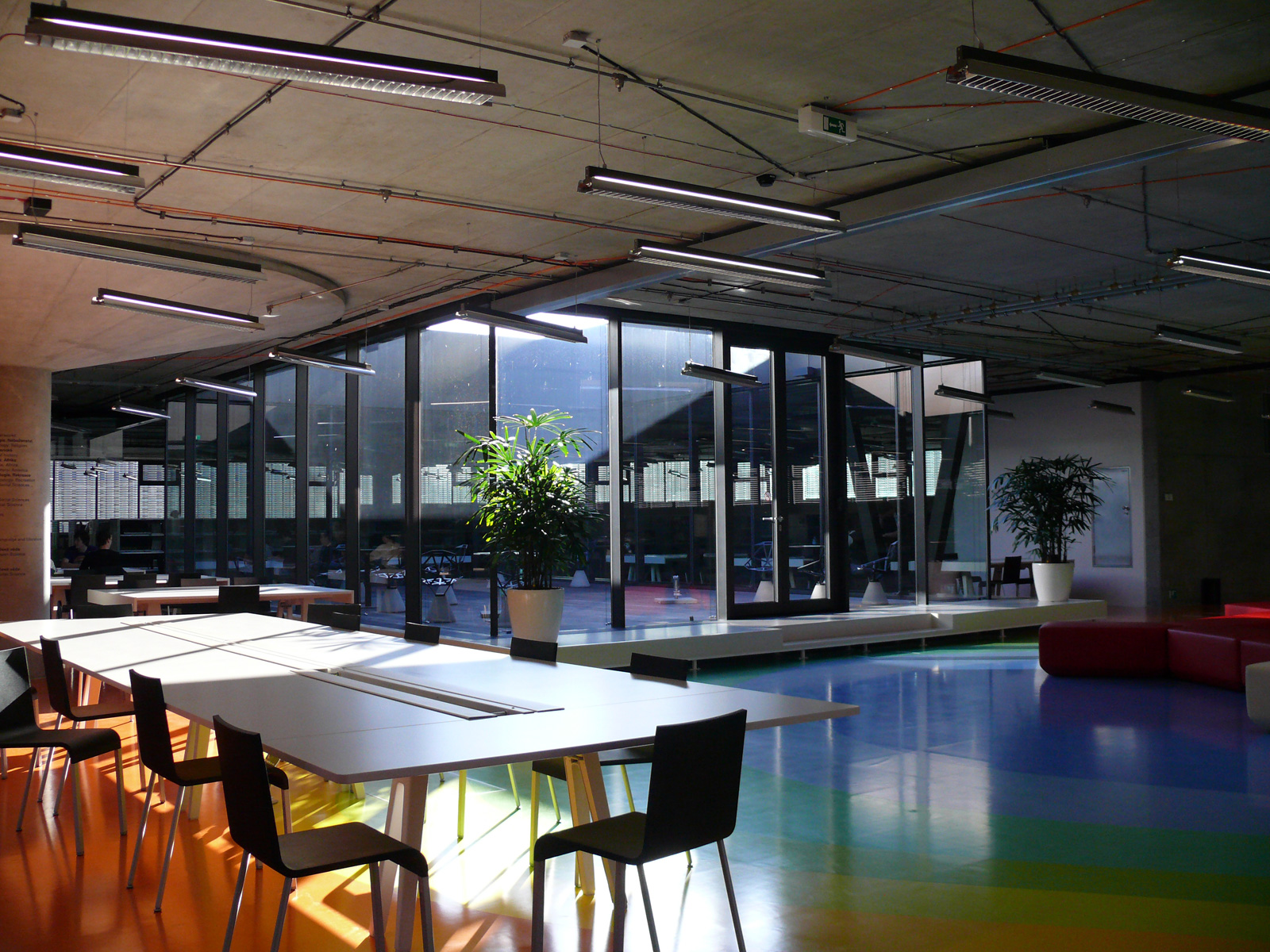
Інтер'єр бібліотеки.
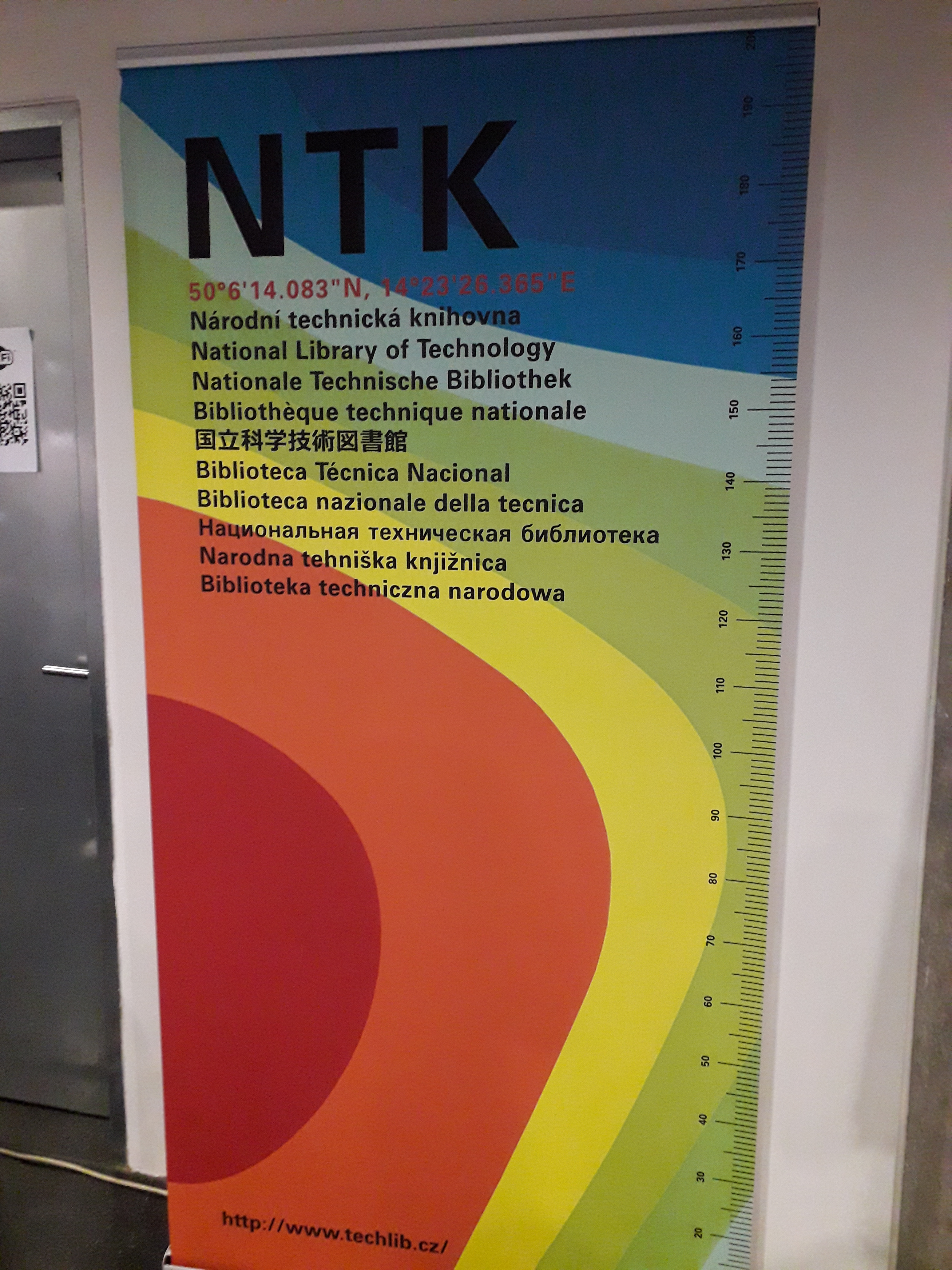
Банер із координатами бібліотеки і її назвою різними мовами.